# 김호연 (축구 선수)
김호연은 불가리아 축구 1부 리그 파르바리가에서 활약하는 축구 선수이다.

## 클럽 경력
2019년 2월 불가리아 축구 1부 리그 파르바리가 소속 PFC 슬라비아 소피아에 입단 하였다.
이형상에 이어서 두번째로 불가리아 축구 1부 리그 파르바리가 소속 선수가 되었다.